# Мелколепестник северный
Мелколепе́стник се́верный (лат. Erígeron borealis) — многолетнее травянистое растение, вид рода Мелколепестник (Erigeron) семейства Астровые (Asteraceae).

## Ботаническое описание
Многолетнее травянистое растение с разветлённым корневищем и с несколькими стеблями, 5–27 см высотой и 1–3 мм в диаметре, облиственными, опушенными.
Листья цельнокрайные, опушённые. Растение гетерофилльное: прикорневые листья обратноланцетные, тупые или острые, длинночерешковые, 0,7–8 см длиной и 2–7 мм шириной; стеблевые — сидячие, острые, ланцетные.
Цветки, как и у всех представителей семейства Астровых, собраны в соцветия-корзинки,  которые обычно одиночные, редко в числе 2–6, 7–11 мм высотой и 1,5–2,5 см шириной. Листочки обёртки красноватые, густо опушённые, внутренние примерно равны диску, линейно-ланцетные, острые, 6–8 мм длиной и 0,6–1 мм шириной; наружные немного их короче. Краевые пестичные цветки в двух формах: наружные —язычковые, 5,5–7,0 мм длиной, язычки розовые, лиловые, фиолетовые; внутренние — трубчатые, неокрашенные. Цветки диска обоеполые, трубчатые, 5-зубчатые, жёлтые. Хохолки двойные, неравные; семянки продолговато-ланцетные, сплюснутые.

## Ареал
Растёт в тундре на сухих склонах, песках и моренных грядах, в горах на скалах и альпийских лужайках. Распространен в Скандинавии, в Исландии и в России в Сибири в Тюменской области, на полуострове Ямал, в Красноярском крае, на полуострове Таймыр, в Мурманской области в Хибинах.